# ローヤルゼリー

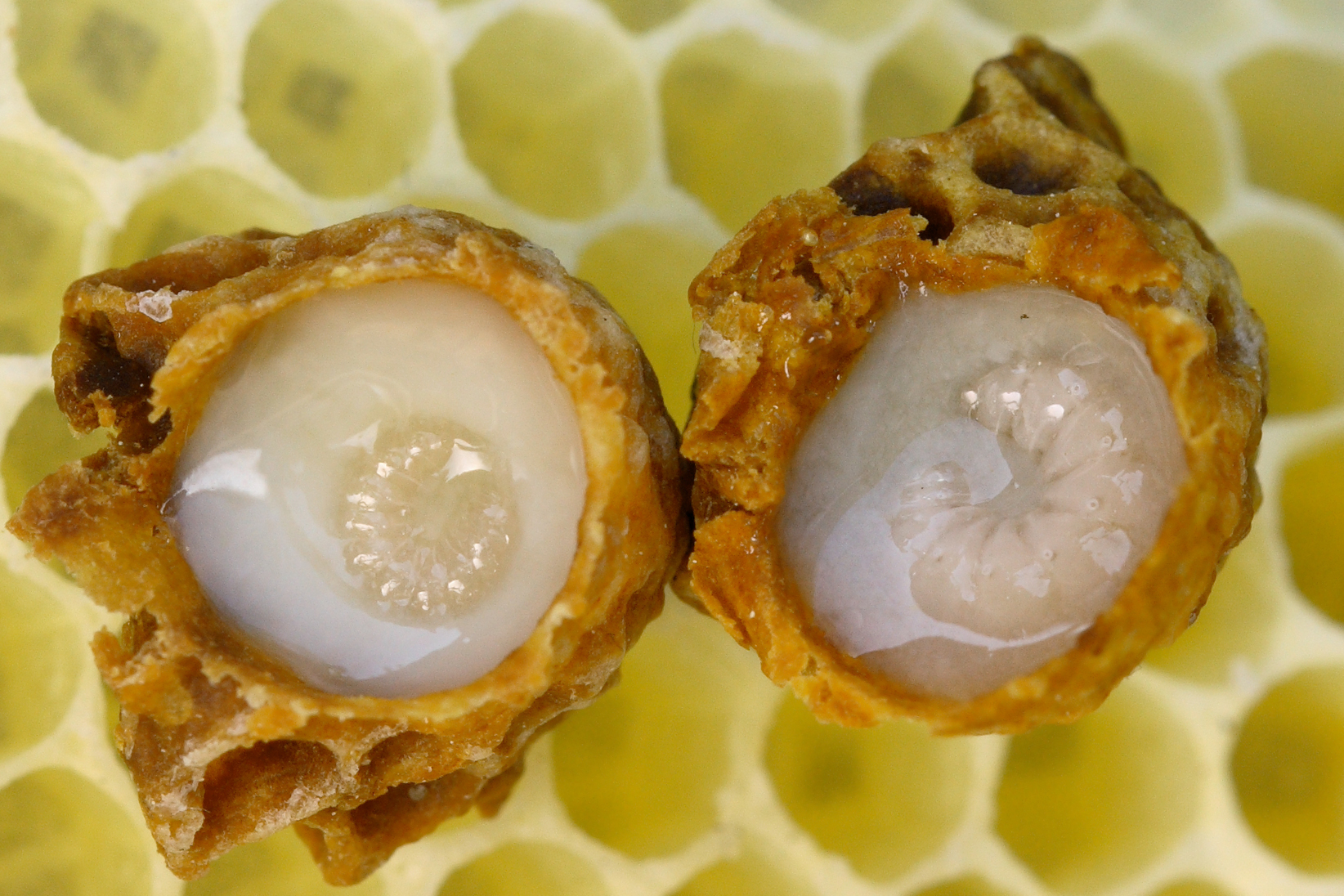
ローヤルゼリーに囲まれた成長中の女王蜂の幼虫

ローヤルゼリー (英: royal jelly) あるいはロイヤルゼリーとは、ミツバチの若い働き蜂が花粉や蜂蜜を食べ、体内で分解・合成し、上顎と下顎の咽頭腺や大腮腺から分泌する乳白色のクリーム状の物質である。女王蜂となる幼虫や、成虫となった女王蜂に給餌される食物であり（広義には、働き蜂となる若齢幼虫に給餌される食物である「ワーカーゼリー」を含む）、ミツバチの社会“コロニー”を支えている。
女王バチが働きバチに比べ長寿で体も大きくなるのはこの特別食のおかげである。たんぱく質が多いほか、果糖やブドウ糖、脂肪、ビタミン、ミネラルなどが広く含まれる。
ミツバチは、卵の段階では、働き蜂も女王蜂も同じメスである。ところが、孵化してから3日目までのみローヤルゼリー（厳密には、より栄養価の低い「ワーカーゼリー」）を食べ、4日目以降、蜂蜜と花粉を食べるメス蜂の幼虫は働き蜂となる。一方、女王蜂となるメス蜂は孵化してから生涯にわたり栄養価の高いローヤルゼリーを食べ続ける。女王蜂の生涯において唯一のエネルギー源でもある。
成虫となった女王蜂を働き蜂と比較すると、体の大きさは2〜3倍、寿命は30〜40倍になる。卵を産むことができない働き蜂に対して、女王蜂は毎日約1,500個もの卵を産み続けることができるなど、特徴や能力が大きく異なる。
日本語では、王乳とも称される。現在の日本においては、プロポリスと同様に健康食品や化粧品として販売されている。
蜂蜜と同じく蜂の巣から採れるが、蜂蜜とは異なり一般的には白いクリーム状で発酵食品のような特徴的な酸味を有する事から、市販品はソフトカプセルや錠剤状にしたものがほとんどである。

## 概要
日本では「ローヤルゼリーの表示に関する公正競争規約」（昭和54年9月25日公正取引委員会告示第27号）によって、生ローヤルゼリー、乾燥ローヤルゼリー、調製ローヤルゼリーに分類されており、それぞれの表示について種類ごとに性状や組成などに応じた厳しい基準が設けられている。
生ローヤルゼリー
みつばちが女王蜂を育成するため、その咽頭腺等を通じて王台中に分泌したものであって、移虫後72時間以内に採取したもの
乾燥ローヤルゼリー
生ローヤルゼリーを凍結乾燥その他の方法により乾燥処理したもの
調製ローヤルゼリー
生ローヤルゼリー又は乾燥ローヤルゼリーに乳糖、はちみつ等の調整剤、添加物等を使用し、調製（錠剤、カプセルその他剤型品の調製は、品質保全のため必要な場合に限る）したものであって、使用した生ローヤルゼリーの重量が全重量の6分の1以上のもの

## 成分
ローヤルゼリーは、ビタミンB（パントテン酸〔B5〕やピリドキシン〔B6〕）といった成分が含まれることから様々な健康効果を謳ってヒトに対するサプリメントとして集められ販売されている。全成分は水 67%、少量の様々なアミノ酸（リジン、メチオニン、スレオニン）を含む粗タンパク質(ロイヤリシン、ロイヤラクチン、アピシン） 12.5%、単糖 11%、比較的高い量の脂肪酸(デセン酸）5% である。また、多くのわずかなミネラルや葉酸、植物ステロール、ある種の酵素、抗菌・抗生物質、わずかな量のビタミンCも含まれているが、脂溶性ビタミンであるA、D、E、Kは含まれていない。

### ロイヤラクチン
ある蜂が女王蜂へと発達する原因となるローヤルゼリーの成分は、ロイヤラクチンと呼ばれている単一のタンパク質といわれている。長期間に亘り貯蔵し不活性化させたゼリーにそれぞれの成分を添加し調べたところ、ロイヤラクチンを加えたゼリーのみが幼虫を女王蜂へとする活性を有していた。ロイヤラクチンはキイロショウジョウバエ (Drosophila melanogaster) においても、体の大きさの増大と卵巣の発達を特徴とする同様の形態学的変化を誘導した。但し、この研究の再現性については議論がなされている（詳しくはロイヤラクチンの項目を参照）。
ローヤルゼリーのアミノ酸スコア（タンパク質の品質を示すスコアで、必須アミノ酸の含有バランスを示すもの）は100で、鶏卵と同スコアであり、良質なタンパク質を含有している。
このタンパク質の一部が原因となり、ごく稀に、喘息および食物アレルギーをもつ持つ人において、喘息や蕁麻疹、アナフィラキシーを含む重いアレルギー症状が引き起こされた例が報告されている。現在、ローヤルゼリーを含む健康食品に、喘息や食物アレルギーを持つ人へ飲用を控える表示が徹底されるようになった。
一方、ローヤルゼリーのタンパク質をペプチドやアミノ酸に分解することによって、アレルギー症状の発症リスクが低くなることが報告されている。

## ローヤルゼリーの歴史
ローヤルゼリーの研究は、ヨーロッパ各国で1900年代より本格的に行われるようになった。当時のローマ教皇が老衰による危篤状態に陥った際、主席侍医のバオルチー氏やパウロ・ニーハンス博士、ガレヤ・ジリシー博士らがローヤルゼリーを投与したところ、回復。1955年ローマで開催された国際医学会にて発表後、1958年、イタリア（ローマ）で開かれた第12回国際養蜂会議で、教皇自らミツバチを称えるスピーチを行った。
これをきっかけにローヤルゼリーが全世界に知れ渡ることとなるが、日本においては、1959年、週刊朝日に掲載された記事により、一般の人々の関心を集めることとなった。また、同時期、「不老長寿の新薬」として輸入され始め、1960年、国内での計画生産が始まった。

## ローヤルゼリーの作用
ローマ教皇の回復をきっかけとして、ローヤルゼリーの効能効果は全世界で認知され、世界各国の科学者達が研究を開始。これまでに様々な報告がなされている。
ローヤルゼリーはバセドウ病に対する免疫調節剤となる可能性が報告されている。また、脳のグリア細胞や神経幹細胞の成長を刺激することも報告されている。これまでに、ローヤルゼリーがある程度のコレステロール低下、抗炎症、外傷治癒、抗菌作用を有するという予備的証拠があるが、これらの効果のうちコレステロール低下作用以外は、経口摂取した場合は実現できそうにない（消化による物質の分解やpH変化による中和などによる）。ローヤルゼリーに含まれる10-ヒドロキシ-2-デセン酸 (10-HDA) が腫瘍の血管新生を阻害するという研究もある。ローヤルゼリーによるニコチン摂取によってコレステロールレベルの不均衡を修正するという仮説が唱えられている。
ローヤルゼリーがその他の病気に関して有益な効果を示すという予備的実験（細胞および実験動物）がいくつか存在するものの、これらの主張に対する明確な証拠はなく、有益な効果を証明するためには更なる実験および検証が必要とされる。
ホリスティックヒーリングサークルおよび人気のある代替医療民間伝承において、ローヤルゼリーは主にアミノ酸成分と幅広いビタミンおよびミネラルを含むことから老化防止（アンチエイジング）作用を有すると信じられている。ローヤルゼリーが生殖能力および性欲を補助するという風評もホリスティックコミュニティーで広がっているが、これらの主張を支持する臨床研究はほとんどあるいは全く存在しない。ローヤルゼリーはスキンケアおよび自然美容製品の成分としても広く使用されている。

### 効能の研究報告
冷え症
24名の若年女性を対象とした無作為化プラセボ対照試験によって、ローヤルゼリーによる冷え症改善効果が示されている。実際の試験では、20℃の冷水に1分間手を浸し、体温の回復をサーモグラフィーにより解析した結果、ローヤルゼリーを2週間摂取（2.8 g/day）した冷え症者の方が、デキストリン（プラセボ）を摂取した冷え症者よりも体温の回復が早いことが示されている。
肩こり
40〜59歳の肩こり症状を自覚している健康な女性33名を対象としたプラセボ対照二重盲検試験にて、酵素分解したローヤルゼリー摂取による肩こり症状の軽減効果が示されている。試験では、デキストリン（プラセボ）あるいは酵素分解ローヤルゼリー（1200 mg）を4週間継続摂取し、肩こりの自覚症状と肩表面の血流・筋肉の硬度の変化を調べた結果、ローヤルゼリーを摂取した人の首筋のはりをやわらげ、肩こりの改善に効果があることが示されている。ただし、肩表面の血流には変化は見られなかった。
耳鳴り
24名の軽度の耳鳴り患者（30-75歳）を対象としたヒト臨床試験（非盲検試験）によって、ローヤルゼリー摂取による軽度の耳鳴り症状が軽減されることが明らかとなっている。試験では、耳鳴り自覚症状アンケートと聴力検査を組み合わせて解析したところ、高用量（2.8 g/day）のローヤルゼリーを8週間継続飲用した方が、低用量（0.7 g/day）摂取したときよりも耳鳴り症状が軽減することが示されている。
血圧改善作用
タンパク質分解酵素により分解したローヤルゼリーの血圧改善作用を調べるため、プラセボ対照二重盲検試験にて、血圧が高めもしくはやや高い30〜40歳代の男女67名にタンパク質を分解したローヤルゼリーを毎日 500, 1000, 5000 mgまたはローヤルゼリーを含まないプラセボを 4週間食べてもらい、血圧、脈拍、体重、血液、尿の変化を調べた。結果、5000 mgのローヤルゼリーを食べたグループは、プラセボグループよりも血圧が低下し、改善したことが示された。
骨密度への作用
女性ホルモンの減少に起因する骨粗鬆症に対するローヤルゼリーの作用を調べるため、卵巣を取り出すことで女性ホルモンが分泌されないラットに、乾燥ローヤルゼリーあるいは酵素分解ローヤルゼリーを餌に2%混ぜて食べさせ、骨粗しょう症の予防効果を調べた。実験の結果、乾燥ローヤルゼリーあるいは酵素分解ローヤルゼリーを摂取させたラットでは、骨密度の減少が抑えられ、骨粗しょう症予防に効果があることが示された。さらに、酵素分解したローヤルゼリーの方がその作用は強いことも明らかとなった。また、乾燥ローヤルゼリーや酵素分解ローヤルゼリーは小腸でのカルシウム吸収を盛んにすることで、骨粗しょう症を予防する可能性も示されている。
インスリン抵抗性に対する作用
糖尿病の初期症状の一つであるインスリン抵抗性（血糖値を下げるインスリンが働きにくくなる状態）を示すモデル動物（FDR：糖負荷による糖尿病モデルラット、OLETF：遺伝的に糖尿病を発症するモデルラット）を用いた試験によって、ローヤルゼリーによるインスリン抵抗性の改善効果が明らかとなっている。
マウスの筋力に対する作用
19-20月齢の高齢マウスにローヤルゼリーを与えると、筋肉量の増加が見られ、その作用は、ローヤルゼリー投与量に依存して増加し、未酵素分解よりも酵素分解したローヤルゼリーで増加したとの報告がある。また、筋肉を損傷させた高齢マウスにおいても、ローヤルゼリーは筋肉細胞の増殖を促し、加齢による筋肉の衰えを軽減する可能性が示されている。
不定愁訴
内科治療中の外来及び入院患者27名にローヤルゼリーを追加投与して臨床効果を判定した結果、頭重、倦怠感、食欲不振、無気力などの不定期愁訴の改善にきわめて有効と報告されている。
コレステロールとの関連
複数の臨床試験の結果、ローヤルゼリーの摂取により血清中のコレステロールのレベルが減少し、心臓や血管の病気のリスクが低減したと報告されている。
抑うつとの関連
高温多湿によりストレスを与えたラットを用い、水中で動かなかった時間（無気力状態の時間）を測定したところ、ローヤルゼリーを与えていないラットでは215秒であったが、ローヤルゼリーを与えると188秒に短縮され、ストレスによる精神的疲労（無気力）の改善に有効との報告がある。
抗菌活性
ローヤルゼリーを-40℃、5℃、室温、37℃にて保存し、抗菌活性を測定したところ、保存温度が低いほど、また、新鮮であるほど抗菌活性が高いことが示された。また、室温や37℃であっても、10%以下の抗菌活性になることはなかった。抗菌活性成分を探索したところ、10-ヒドロキシ-2-デセン酸と10-ヒドロキシデカン酸であることが判明した。
その他
マウスにおいて、抗肥満効果(膵リパーゼ活性の抑制、子宮傍脂肪組織重量の減少、中性脂肪値の低下)、免疫系への作用（抗アレルギー作用、アレルギー反応抑制作用）が報告されている。